# Wietzen
Wietzen est une commune allemande de l'arrondissement de Nienburg/Weser, Land de Basse-Saxe.

## Géographie
Wietzen se situe entre les marais de la Weser et le Geest.
| Asendorf   | Warpe      | Schweringen    |
| Staffhorst | Wietzen    | Balge Marklohe |
| Borstel    | Pennigsehl | Binnen         |

Wietzen se trouve sur la Bundesstraße 6 ; la Bundesstraße 214 passe au sud du territoire.

## Histoire
À la fin du XIe siècle, on construit près du village le château de Stumpenhusen. Il n'existe plus aujourd'hui.

## Personnalités liées à la commune
- Ernst Thoms (1896–1983), peintre.

## Source, notes et références
- (de) Cet article est partiellement ou en totalité issu de l’article de Wikipédia en allemand intitulé « Wietzen » (voir la liste des auteurs).